# Traité de Labiau

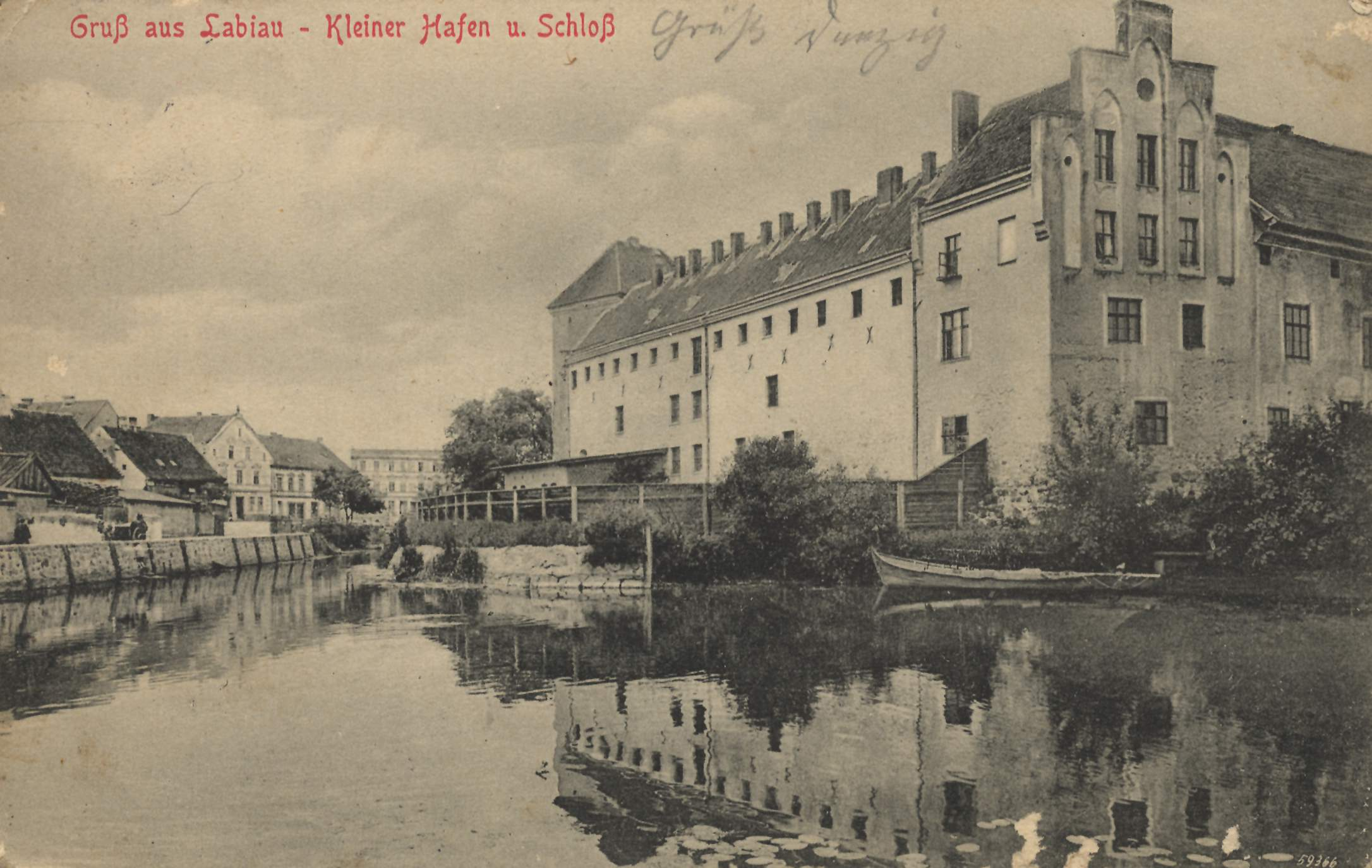
Château de Labiau, 1915.

Le traité de Labiau a été signé le 20 novembre 1656 entre le prince-électeur de Brandebourg Friedrich Wilhelm et le roi de Suède Charles X Gustave dans la ville de Labiau. Le roi Charles Gustave qui venait d'entrer en guerre contre la Pologne reconnaît la souveraineté de l'électeur sur le duché de Prusse ; en contrepartie, Friedrich Wilhelm promet d'aider la Suède dans sa guerre contre la Pologne.
En 1655, le royaume de Suède attaque la Pologne en passant par la Poméranie. L'armée régulière polonaise aidée par des mercenaires est déjà occupée contre la Moscovie et les Cosaques de Bogdan Khmelnitski donc la Diète fait appel à la noblesse polonaise pour arrêter les Suédois. Les Suédois prennent Varsovie en trois jours (28-30 juillet 1656), puis Cracovie, et conquièrent une grande partie du pays forçant le roi Jan Kazimierz à fuir en Silésie. L'existence même de la Pologne est mise en cause par l'avancée suédoise. La Russie décide d'arrêter ses opérations militaires en Pologne voyant que la Suède en tire un grand avantage. La noblesse et la population polonaises commencent alors à résister contre les Suédois (Gdańsk, Częstochowa, Jasna Góra) avec quelques succès. Le roi Charles Gustave décide alors de s'allier avec l'électeur de Brandebourg, alors vassal de la Pologne, par le traité de Labiau pour en finir avec les Polonais. Mais l'Empire allemand et le royaume de Danemark vont soutenir la Pologne à partir 1657 et l'électeur va changer de camp et soutenir la Pologne à la suite de la signature des traités de Wilawa-Bydogoszcz. La Pologne et la Suède signent le traité d'Oliwa en 1660 qui scelle le retour aux frontières d'avant la guerre. 